# 青岛观象台
青岛观象台位于中国山东省青岛市市南区观象山山顶，现存建筑群始建于1905年。青岛观象台曾是青岛市的重要科研机构，同时在中国近代气象学、海洋科学发展史上占有重要地位，曾与上海徐家汇观象台与香港天文台并称为“远东三大观象台”，也曾以“穹台窥象”之名列入“青岛十景”之一。其建筑群现分属中国人民解放军海军北海舰队和中国科学院紫金山天文台，为全国重点文物保护单位青岛德国建筑群的一部分。

## 历史沿革

### 观象台的建立与初期发展
1896年7月23日，德国海军伊尔蒂斯号炮舰在山东荣成镆铘岛海域遭遇风暴袭击沉没，德国海军认为缺乏准确的气象预报是造成这一海难的原因之一。1898年，德国地理学家李希霍芬在其著作《山东及其门户胶州湾》（德語：Schantung und seine Eingangspforte Kiautschou）中提出将德属胶州湾租借地的青岛建设成一处科研中心，并建设一座观象台以观测海洋气象。

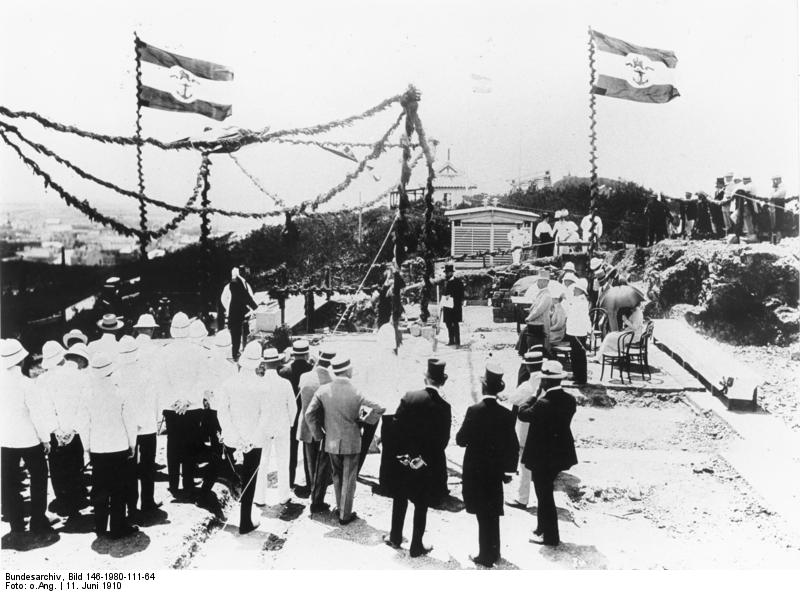
观象台大楼奠基仪式，1910年6月11日

1898年3月1日，德国海军港务测量部在青岛成立了一个负责天文气象观测与土地测量的临时组织，同年6月14日正式命名为气象天文观测所（Meteorologisch-astronomische Station），设于今青岛市公安局办公楼一带，其业务最初仅有对气温、湿度、雨量、风力等项目的观测。该所每日进行3次气象观测，且每日公布气象图、预报天气（包括风暴预警）。1904年，观测所增设天文和报时业务。1905年5月10日，观测所迁至今观象山。1909年，天文学博士布鲁诺·迈尔曼上任观测所所长一职。同年，观测所增设地磁、地震、潮汐、太阳黑子观测及地形测量业务。至该年度，观测所已拥有地震仪、地磁仪、黄道仪、子午仪、报时球等多种仪器。

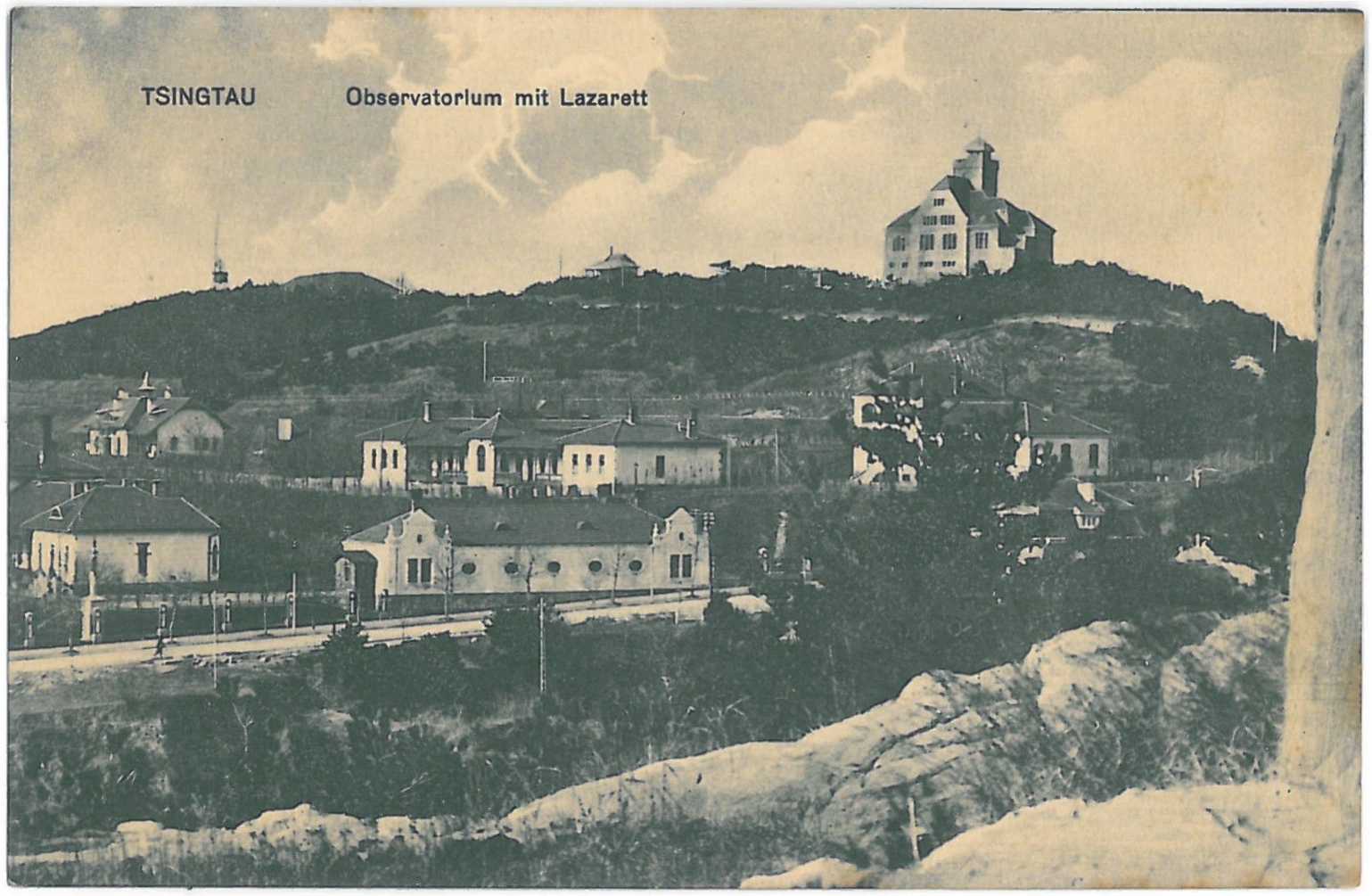
观象台与山脚下的督署医院

1908年，观测所开始着手扩建为观象台，德国海外舰队联合会（Verband der Deutschen Flottenvereine im Auslande）为此提供了175000金马克的经费。1910年6月11日，位于观象山的观象台大楼开工建造，由建筑师舒备德设计。1911年1月1日，观测所正式改名为皇家青岛观象台（Kaiserliches Observatorium in Tsingtau），观测所所长迈尔曼继续任台长。1912年1月9日，观象台大楼落成，《青岛新报》和上海《德文新报》先后报导了观象台的落成典礼。1914年第一次世界大戰爆發之前，观象台的业务范围已包括天文、气象、地震、地磁、潮汐观测，以及报时、地形测量、海域测量等，同时在胶济铁路沿线济南、潍县等地设有十余个观测所。

### 日本占领时期及观象台日员悬案

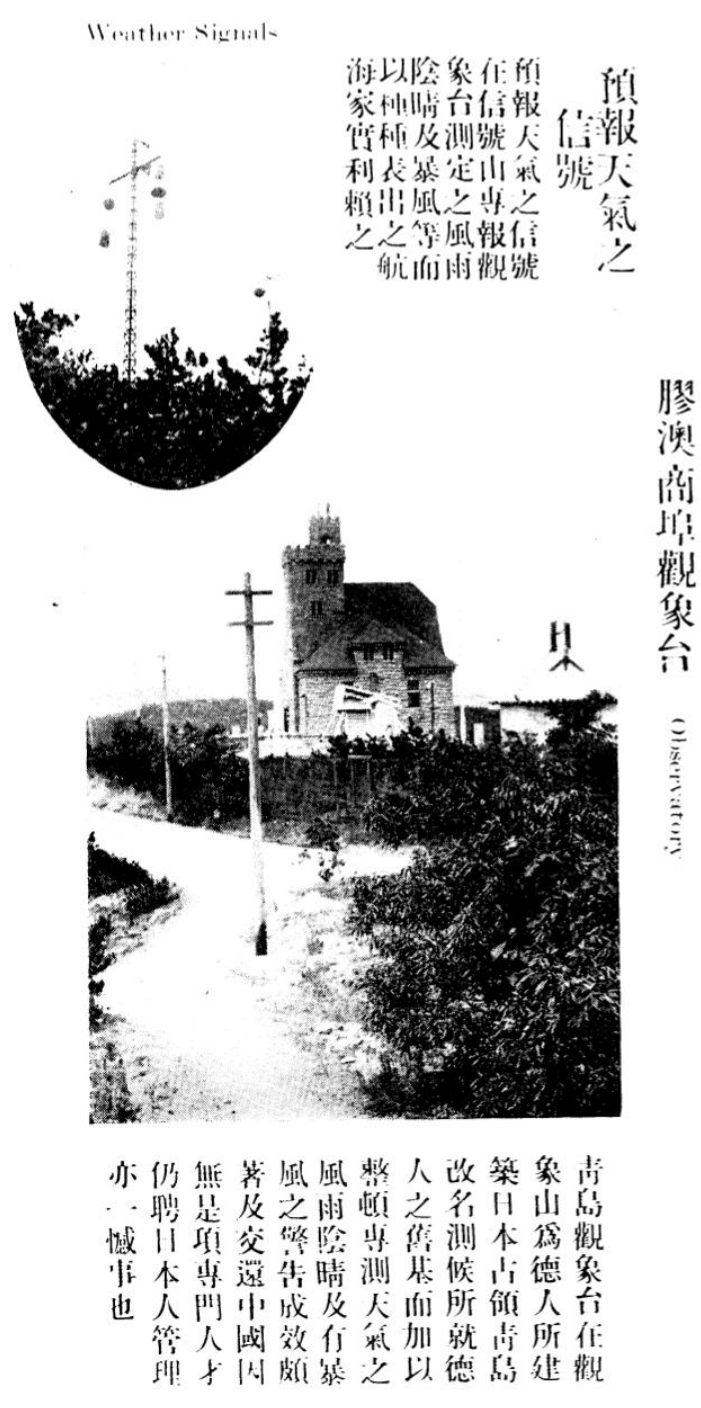
《接收青岛纪念写真》对观象台的记载

1914年11月日军占领青岛后，青岛观象台由日本海军临时青岛要港部接管，并改名为青島測候所。一年后改隶日本陆军青岛守备军通信部，1917年青岛守备军机构改制后，测候所直属民政部。日本占领期间，测候所在青岛近郊李村、沧口、浮山所等地设立测候分所，并在胶济铁路沿线设立测候站。这一时期的测候所较为注重气象事业，不仅将气象观测增至每日6次，还添加了日照、蒸发、云向和云速等观测项目。同时还对青岛近海渔业和海洋化工业进行研究，对山东省全省气候进行大规模调查。但德占时期原有的天文观测业务并未被延续。
1922年12月，中国政府收回青岛主权。根据中日双方12月1日签订的《山东悬案细目协定》附件，中方派员接收测候所后允许日方人员暂时留任。中方派遣气象学家蒋丙然、竺可桢、天文学家高平子接收青岛测候所，但日方曲解协定内容，以中国无此专门人才为由拒绝交出，要求等中国有专业人才后再全部移交。蒋丙然等人仅举行了接收仪式，测候所仍由日本人掌控。
就测候所接收一事，外交部及胶澳商埠督办公署与日本驻华公使、日本驻青岛总领事多次交涉，最终于1923年4月由鲁案善后督办王正廷与日本驻华公使小幡酉吉商定《青岛测候所办法》8条，规定允许中方派员入驻测候所，但技术事务及青岛测候所与日本测候所的报告联络仍由日本职员主持。1924年1月下旬，蒋丙然率数名专业人员到达青岛准备接收测候所。2月10日，胶澳商埠督办公署任命蒋丙然为胶澳商埠观象台台长，2月15日正式接收青岛测候所，并成立胶澳商埠观象台，至27日接收完毕。
中方正式接管观象台后，日本人员仍不肯退出，在原址另立测候所，继续使用观象台仪器进行观测，并将观测数据发往日本。1924年5月，日本中央气象台台长冈田武松赴观象台调查，并对蒋丙然等人管理下的观象台设施“深表赞同”，同年10月原青岛测候所所长入间田毅也在意见书中表示“中国已有测候人才，可以负责，希望中国政府早结悬案，以便日本人员早日返国”。但日本政府一再推诿，致使日员悬案终不得解决。直至1937年底日侨撤离青岛时，日本人员才离开观象台。

### 民国时期的发展
1924至1937年间的民国政府管理时期，青岛观象台发展迅速，各方面工作取得了全面的进步和提高。
1924年10月10日，蒋丙然、竺可桢、高鲁等人在青岛观象台发起成立中国气象学会，以谋求“气象学术之进步与测候事业之发展”为宗旨。1925年，观象台在观测场西侧建成一座小型圆顶赤道仪室，内置德占时期遗留的16厘米折射望远镜，用以观测太阳黑子，以此积累了中国第一批太阳黑子观测资料。

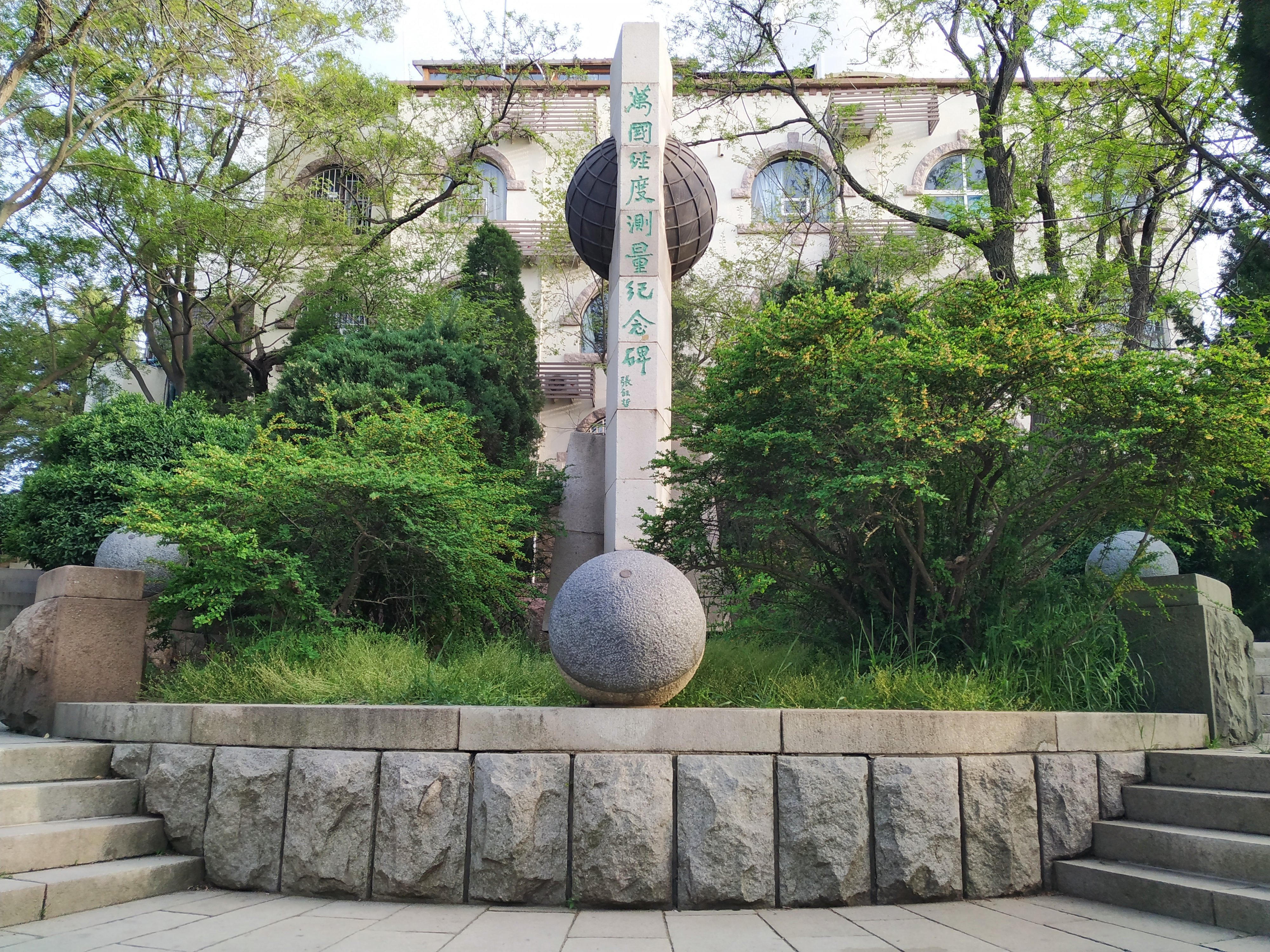
1987年为纪念观象台参加国际经度联测而设立的“万国经度测量纪念碑”

1926年5月，国际经度联测委员会主席居斯塔夫·费利耶致函邀请青岛观象台参加第一届国际经度联测（又称万国经度测量），教育部因此委派青岛观象台作为唯一代表中国本土科学界的科研院所参加此次活动。台长蒋丙然于该年夏季赴上海、香港等地各天文台考察，认为青岛观象台欠缺新式测量设备，因此从胶澳商埠局总办赵琪处申请到5000元拨款，用以购置新仪器。但由于时间紧迫，仅有新购的无线收报机可于11月运抵青岛，观象台只能将旧有设备稍加修缮，用于测量。同年10月至11月，时任观象台天文磁力科科长高平子及职员宋国模、徐汇平使用德占时期遗留的卡尔·班贝格公司制折轴式子午仪及长波、短波无线电收报机各一台测算观象台所在经度，并于1927年12月公布报告书。1933年，观象台参加第二届国际经度联测，使用了新购置的、较德制旧仪器更先进的超人自记中星仪、自动熏烟记时器等仪器，测得经度较1926年测算结果略小。观象台于1935年做出的报告认为测量次数较少、误差较多，尚不能将两次测量结果作为魏格纳大陆漂移说的证据，与联测委员会的结论相符。尽管青岛观象台参与两次经度联测的成绩“不敢谓为圆满”，但青岛观象台参与国际经度联测一事为中国天文界参与国际合作的起步，同时促进了中国在天文经度测量方面的发展，仍具有重要意义。

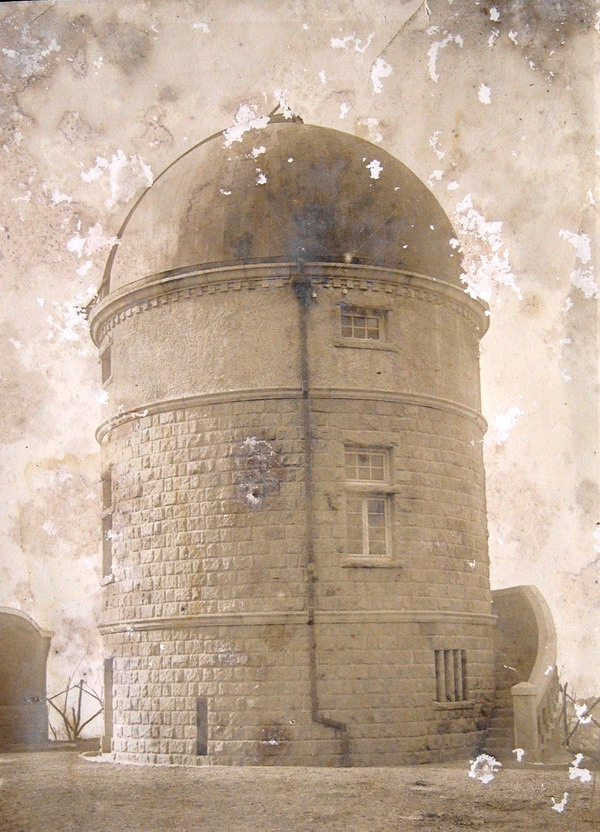
建成之初的观象台圆顶室

1928年7月，中华教育文化基金董事会资助观象台25000元购置赤道仪和子午仪，观象台以此向法国泼林光学仪器厂订购了一台32厘米物镜、焦距3.58米的天图式赤道仪，并于1930年7月为此在观象山西巅新建一处圆顶天文观测室。1931年10月30日，观象台圆顶室竣工，为中国自行建造的第一座大型赤道仪圆顶观测室。赤道仪于次年安装投入使用。
1928年初，北京大学教授宋春舫赴青岛避暑，期间与蒋丙然筹划新设观象台海洋科。同年秋，观象台向法国订购的海洋测量用仪器运抵青岛。11月15日，观象台正式增设海洋科，宋春舫任科长。该科在观象台原有的潮汐与海温两项观测的基础上增加了对海洋物理、海洋生物、海底地质的研究。自1929年起，海洋科每月借用警察厅的靖澳舰，在胶州湾内进行海洋调查，内容包括观测海水温度、采集水样、挖取海底沉积物、采集海洋生物标本等。该科自1930年11月起编辑发行中国第一份海洋科技刊物《海洋半年刊》，至1934年已发行10期。该科同时还兼顾海洋科学在青岛渔业、盐业发展上的应用，与中国同时期设立的海洋机构仅注重研究不同。青岛观象台由此成为中国最早的综合性海洋科研机构。
1929年4月，南京国民政府接收青岛。时任中央研究院院长蔡元培曾致函时任立法院院长胡汉民，请他转告青岛接收专员陈中孚不要因政权更替而撤换观象台台长蒋丙然的职务。同年7月，国民政府新设青岛特别市政府，调整旧有市政机构，胶澳商埠观象台也改名青岛特别市观象台。曾有人提出将观象台划归青岛市教育局管辖，而蔡元培认为观象台不属于教育范畴，较教育事业更注重市政、航政上的应用，还认为观象台台长资格等于大学教授，应与市政府内各局长平等，若将观象台置于局长之下会使有才学之士不肯屈就，影响观象台科研，因此于7月26日两次致电代理市长吴思豫，反对将观象台划归教育局，同时同意观象台由市政府直接管理，并要求台长人选的更替应征得中研院同意。1930年，因国民政府改特别市为院辖市，青岛特别市观象台改名青岛市观象台。

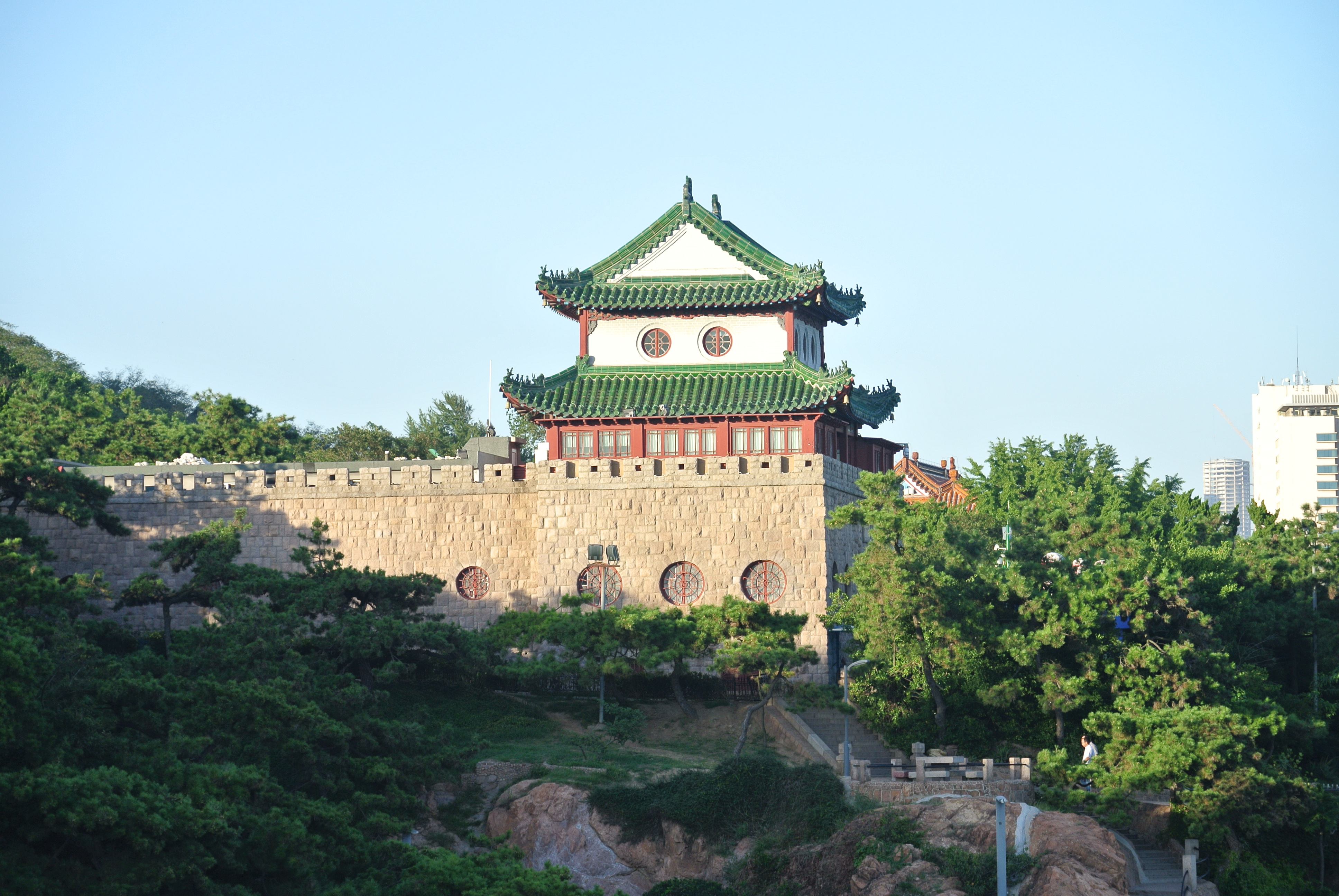
青岛水族馆，2016年

1930年8月12日，中国科学社在国立青岛大学举行第15届年会，期间蔡元培、杨杏佛、李石曾、竺可桢、蒋丙然、宋春舫等人联名提议建立中国海洋研究所，并决议先行筹建青岛水族馆，后商定由观象台海洋科设计，选址于莱阳路海滨公园，青岛观象台、中央研究院、北平研究院、教育部、实业部、东北海军司令部等机构组织为此共集资29800元。1931年1月动工，1932年2月竣工，5月8日开馆，蒋丙然兼任青岛水族馆馆长。开馆后的青岛水族馆是当时中国最大、最为先进的海洋科学展览馆。
1932年3月，观象台开始实行高空气象观测，每日一次，以供天气预报参考，后来经中国航空公司请求，观象台每日将高空观测资料提供给航空公司（一说1932年3月开始进行小球测风，两天一次，后由中国航空公司提供气球，改为每日一次观测）。1932年7月，为便于海洋科进行海水分析以及为高空观测气球提供氢气，观象台开设理化实验室，除观象台业务外还为其他组织进行理化分析工作。1933年5月，观象台派遣职员赴山东沿海各地观测地磁，观测点共12个，为期3个月。1934年，观象台与国立山东大学合作开设气象班，后来又在理学院物理系设立天文气象组，以培养天文气象方面的人才。1935年，北平研究院与青岛观象台组成调查团合作调查胶州湾及近海生物及理化性质，北平研究院负责生物调查，观象台海洋科负责理化性质调查，前后历时两年。

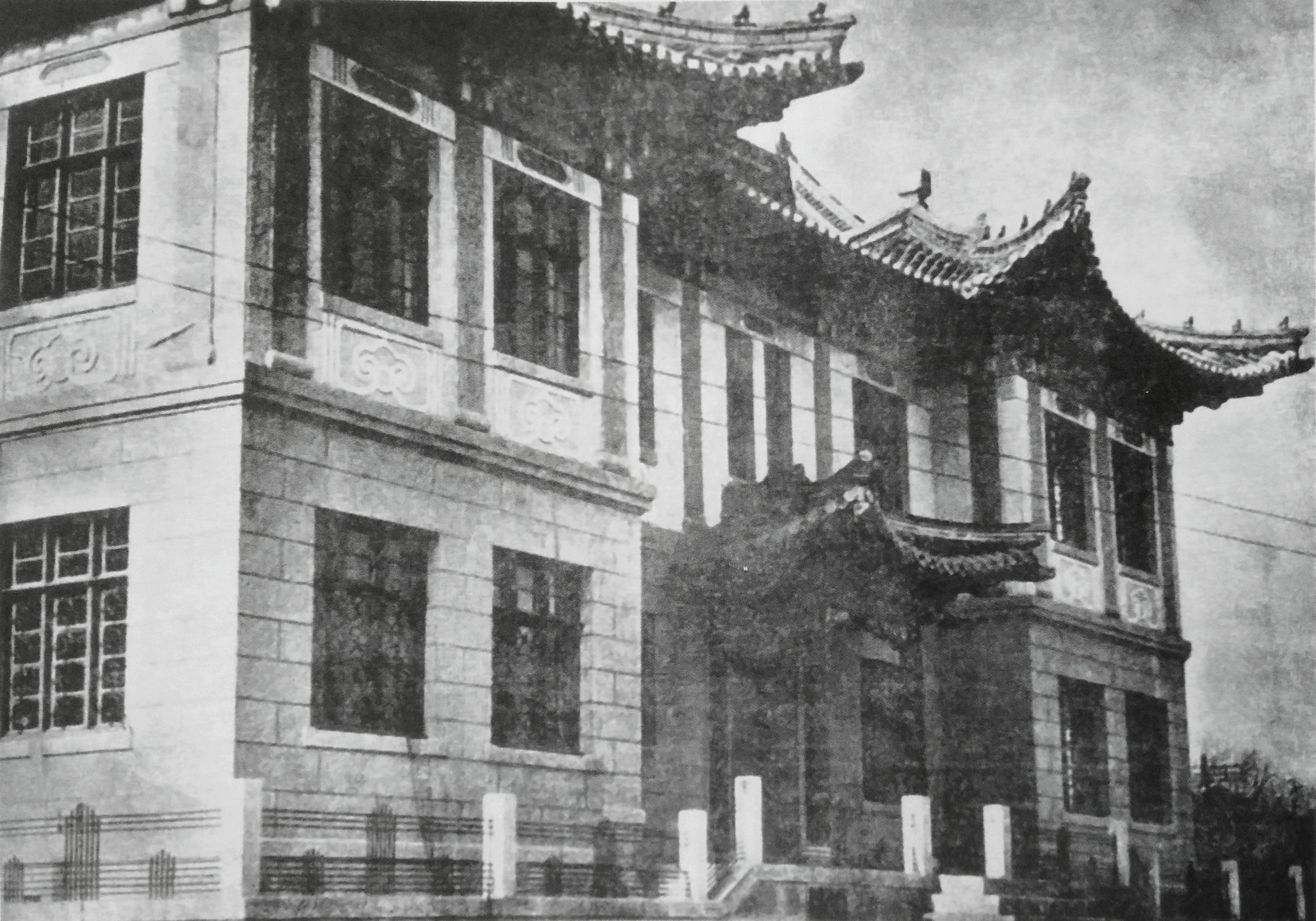
建成之初的青岛海滨生物研究所

1935年4月，太平洋科学协会海洋学组中国分会在南京成立，并拟在厦门、定海、青岛、烟台分别设立海洋生物研究所，其中青岛海滨生物研究所由青岛观象台和国立山东大学共同主持。因参与筹备此事的山东大学生物系主任曾省调任四川大学农学院院长，该研究所筹备事务主要由蒋丙然负责。后由中华海产生物学会、中央研究院、青岛市政府、胶济铁路局等机构组织筹款为研究所建设办公楼，选址于青岛水族馆东侧，观象台负责设计，1936年8月12日开工，12月末完工。同时成立董事会，时任青岛市市长沈鸿烈任董事，蒋丙然任秘书。但因次年七七事变、全面抗战爆发，该研究所工作未得开展便不了了之。
除上述事例外，青岛观象台在1924至1937年间取得的成果还包括1927年将德日时代实行的午炮报时改为电笛报时、1932年在崂山明道观、薛家岛、浮山所等地设立高山及农业测候所、1936年在青岛市区设立标准时钟、设立观象台图书馆、为全国海军巡防处、中央航空委员会、省立测候所等机构培训测候人员等。

### 抗战时期的衰落及战后恢复

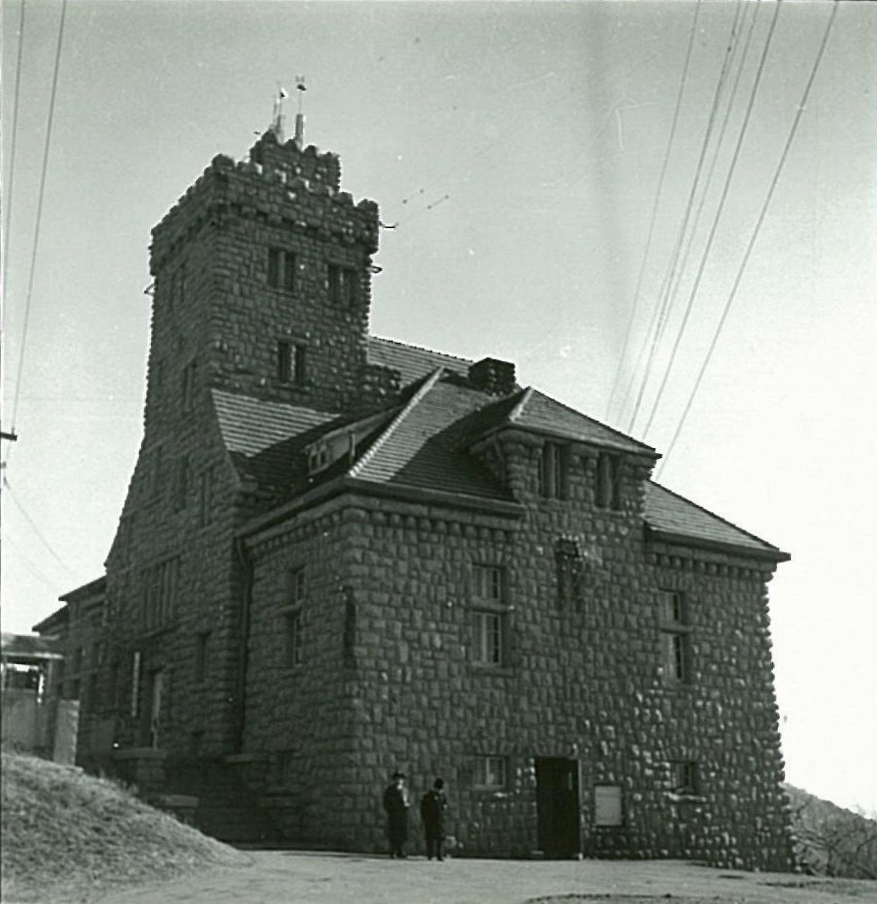
第二次日占时期的观象台

1937年七七事变后，青岛观象台职员于9月撤离青岛。1938年1月10日，日本海军占领青岛，观象台亦被日本海军接管。同年2月1日，观象台改名青岛测候所，恢复气象观测，但并未恢复天文、海洋、地磁等观测项目，原本每日24次的气象观测也减为每日6次。测候所曾先后隶属于兴亚院华北联络部青岛出张所和日本驻青岛总领事馆。据抗战结束后第一任观象台台长王华文（字彬华）所述，他早年曾于蒋丙然任台长时期在观象台实习，抗战后接收时发现观象台满目疮痍，许多仪器被日本宪兵破坏。
1945年8月日本投降后，中国海军少将、海军华北区接收专员佘振兴于10月20日接收测候所，12月由海军移交至青岛市政府，并恢复青岛观象台名称。1946年1月，王华文任观象台台长，开始着手组织观象台的恢复。观象台首先延聘了各科科长及高级职称的专家、研究员，并招收具有专业知识的大学生，同时修复损坏的仪器设备，以使天文、气象、海洋各方面业务步入正轨。其后又在原基础上增加新的仪器设备，开展新的业务和研究课题，如改进大港验潮站设施并充实其观测工作、增加海温观测网点、充实海水分析设备、增加海洋生物的采集及标本制作、增设发报机以发布天气预报、与农林事务所合作在李村设立农业气象站等。
此外，观象台还恢复了刊物出版及与国内外科研机构的学术交流。同时整理汇编建台以来的全部资料，于1948年6月出版《青岛市观象台五十周年纪念特刊》，由台长王华文主编，共59万字，其中收录了观象台天文、气象、海洋等方面的观测记录、图表、论文等，《中央日报》、《申报》等报刊对观象台的报道，观象台50年大事记等内容。

### 1949年后

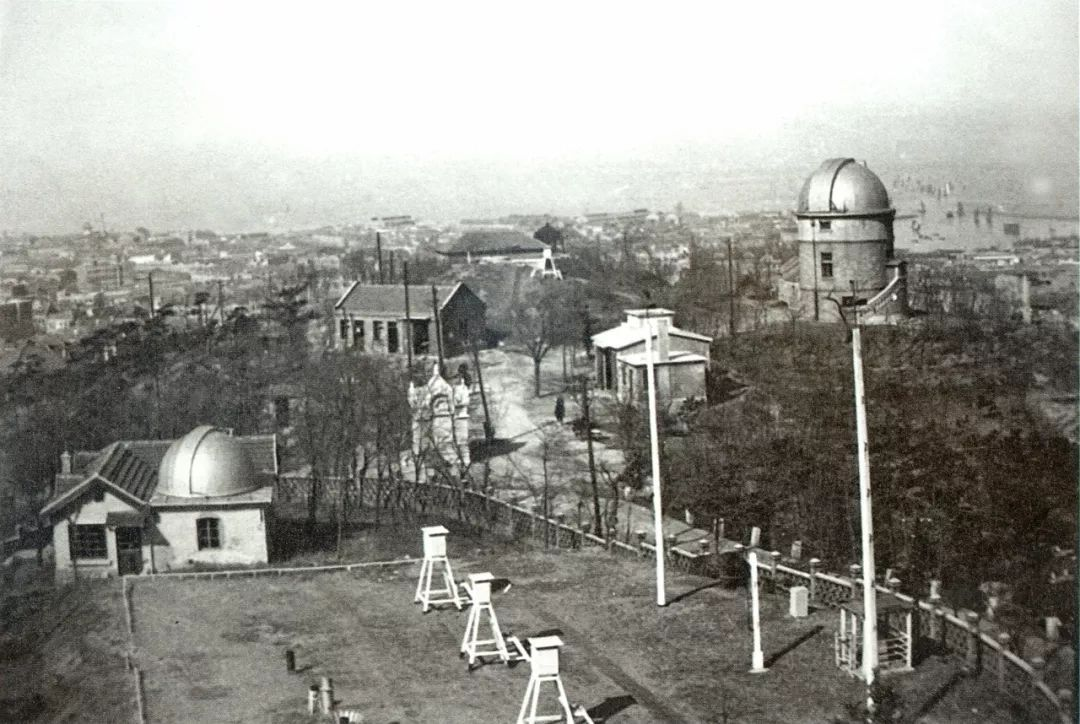
约1950年代的观象山山顶，可能摄自观象台办公楼楼顶。照片右上角可见观象台圆顶室，中央偏左的浅色石屋为1954年设立的中华人民共和国水准原点

1949年6月2日，中国人民解放军接管青岛，青岛市军事管制委员会接管观象台。1951年9月，海军接管观象台，观象台改名为海军青岛基地观象台。1957年3月，青岛观象台被拆分，其中天文、地磁、地震等相关机构移交给中国科学院管理，气象部分仍由海军管理，改为海军青岛基地青岛海洋气象区台，设于德占时期所建观象台办公楼内，1960年北海舰队成立后改名北海舰队司令部气象区台。1958年5月，青岛观象台地磁、地震相关人员及设备调往北京中国科学院地球物理研究所，天文部分改为中国科学院紫金山天文台青岛观象台，依托观象台圆顶室等场所设备继续进行天文观测。
1960年7月5日，青岛观象台移交给山东省科学分院，次年9月因后者撤销而划归青岛市科学技术委员会领导，而业务工作仍受紫金山天文台指导。1962年9月，观象台再次归属紫金山天文台，同时将1958年10月设立的青岛人造卫星观测站并入观象台，观象台因此增加人造卫星观测业务。1966年后的“文革”期间，观象台圆顶室曾受到损坏，但时任台长孙寿甡仍坚持太阳黑子观测，观测工作基本未受影响。1971年11月，观象台附属的青岛人造卫星观测站撤销。

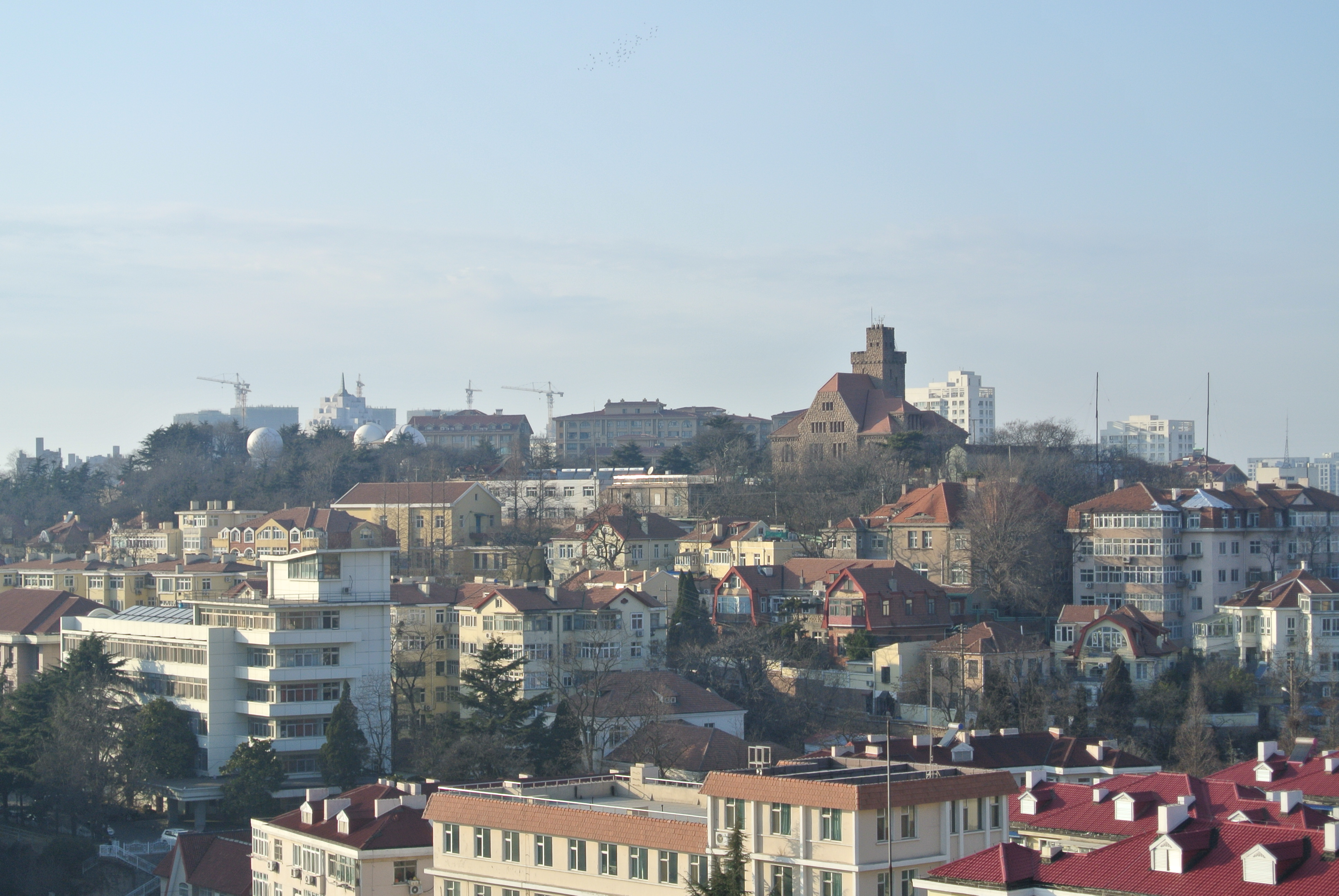
自信号山远眺观象山及观象台，2015年

1978年4月22日，中科院决定撤销青岛观象台编制，将房屋、设备移交给中科院海洋研究所。时任台长孙寿甡认为青岛观象台为山东省内唯一一处天文机构，同时在中国科学史上具有重要意义，其撤销对天文科普工作及天文观测的持续性等方面是严重的损失。因此孙寿甡在坚持天文观测及观象台设备维护的同时，联系中科院相关机构及天文学界重要人士，以争取观象台恢复建制，并获得了中科院院士席泽宗、曾参与1924年观象台接收工作的天文学家陈展云等人的支持，使得中科院数学物理学部与地学部于1983年4月联合下发通知，恢复青岛观象台天文工作。1986年，孙寿甡使用青岛观象台设备参与哈雷彗星的观测。1989年3月，以孙寿甡为主要完成人之一的著作《哈雷彗星的观测与研究》获得中科院自然科学一等奖，次年获得国家自然科学奖三等奖。1992年，孙寿甡赴北京参加中国天文学会成立70周年活动时，与曲钦岳、苏定强、王绶琯等等17位天文学家联名向时任中科院副院长王佛松提交“关于将青岛观象台收回天文口的建议”。1993年6月，青岛观象台正式恢复建制。
青岛观象台现主要业务为天文观测和科普活动，并常年不定期向公众开放参观，部分特殊天文现象发生之时也会向公众开放观测，同时组织天文观星团、天文夏令营等活动。2012年该台被中国科协认定为全国科普教育基地。2013年11月至2014年1月的修缮期间，该台进行了太阳黑子观测资料的数字化，优化了观测设备，并购置了色球望远镜，以新增日珥观测项目。观象台圆顶室除1931年初建部分现仍由观象台使用外，1996年扩建部分现为一家青年旅舍所使用。德占时期建设的观象台办公楼现为海军北海舰队海洋水文气象中心驻地。

## 建筑特色及文物保护状况

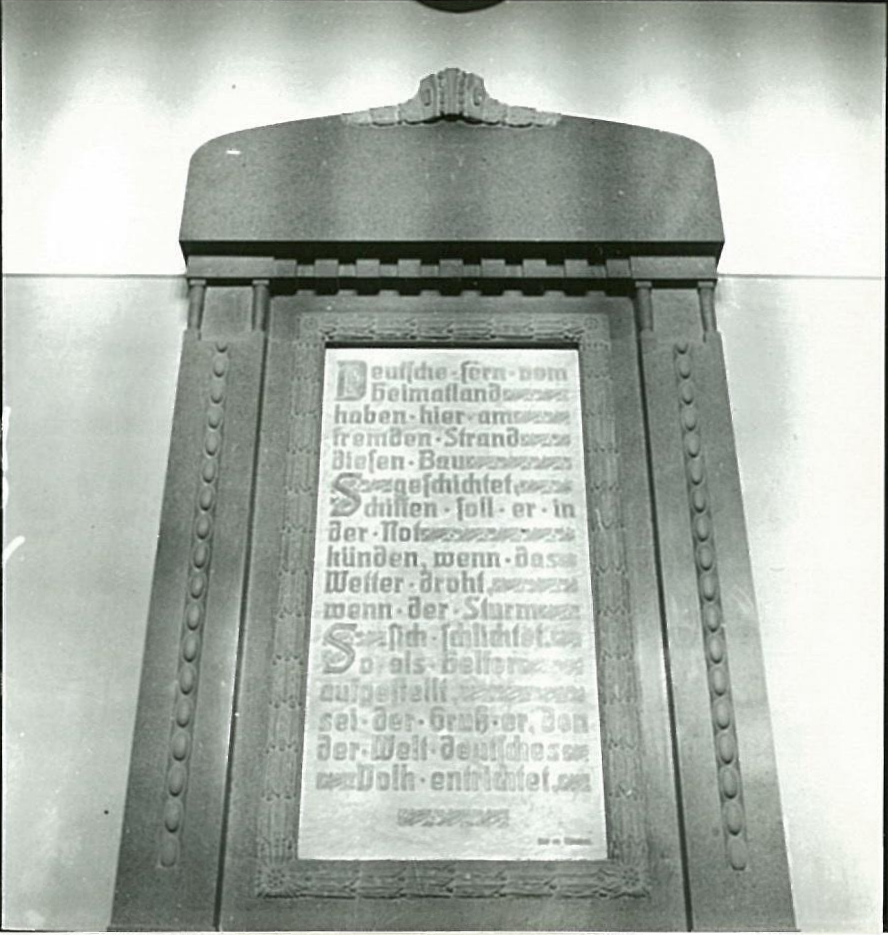
观象台内的德文诗歌石碑，摄于第二次日占时期

观象台办公楼位于观象山东巅，大楼平台海拔77.76米，主体3层，塔楼7层，高21.6米。其外墙全部为花岗岩蘑菇石砌筑而成，屋顶为牛舌瓦大坡屋顶，塔楼顶部的女儿墙砌成雉堞状，整座大楼形似一座欧洲古堡。据德国海军方面的文献所述，观象台楼内设计有办公室、实验室、图书馆、公共阅览室、存放时钟的恒温地下室、装有双取暖设备的仪器温度系数测定室、金工车间及其他附属房间。建筑内部一层为紫红色釉面砖地，楼层之间以石条阶梯相连通，走廊墙壁上嵌有一块至今保存完好的汉白玉石碑，刻有一首德国诗人恩斯特·冯·维尔登布鲁赫所题德文诗歌。其碑文如下：
| 原文 | 译文 |
| --- | --- |
| Deutsche fern vom Heimatland haben hier am fremden Strand diesen Bau geschichtet; Schiffen soll er in der Not künden, wenn das Wetter droht, wenn der Sturm sich schlichtet. So als Helfer aufgestellt, sei der Gruß er, den der Welt deutsches Volk entrichtet. | 远离家乡的德国人 在这片陌生的海岸 建起了这座建筑 它向危难中的船只预告 老天何时变脸 风暴何时止息 他是船家的助手 也是德国人民 向世界发出的问候 |

圆顶天文观测室位于观象山西巅，整体为一圆柱体，高14米，直径8米，外墙大部分由花岗岩砌筑而成，穹顶为钢木结构，9分钟转动一周，其观测窗宽1.2米，转动及开关为电动。内置一台32厘米物镜、焦距3.58米的天图式赤道仪，该仪器两管相并，其一为32厘米口径，用于摄影，另一为20厘米口径，用于目测。
1966年后的“文革”期间，观象台圆顶室曾被红卫兵破坏，奠基石的部分碑文被凿毁，而圆顶室内前台长蒋丙然所撰《新天文台记》碑，因时任台长孙寿甡以毛泽东像将其遮盖住而未受损坏。1984年，海军方面对观象台办公楼进行扩建，北侧大门处增建一部分，并建设了附属建筑。1992年1月16日，青岛观象台台址列入第五批青岛市文物保护单位。1995年，观象台办公楼屋顶翻新并更换牛舌瓦。1996年，观象台圆顶室扩建，在原有建筑西侧增建房屋。2000年，观象台台址列入青岛市第一批历史优秀建筑。2006年5月25日，观象台台址列入第六批全国重点文物保护单位青岛德国建筑群扩展名单中，保护范围为观象二路15号院内及圆顶天文观测室外墙四周外扩20米，建设控制地带为观象山公园。
2010年，观象台因圆顶轨道老化无法转动、内外出现裂纹、赤道仪部分出现故障等原因，向紫金山天文台申请维修，并于同年12月解决了仪器故障。2012年至2016年间的第一次全国可移动文物普查中，观象台内包括法国制大型赤道仪、德国制16厘米口径望远镜、高平子于1925年绘制的中国第一张太阳黑子图在内的20件旧物于2013年5月列入国家可移动文物库。2013年11月至2014年1月，观象台圆顶室经历了内外大规模修缮，除重点维修圆顶外，还根据历史影像将圆顶与花岗岩石墙之间的墙面由白色瓷砖墙面恢复为拉毛墙面。

## 图集
- 德占时期的青岛观象台
- 第一次日占时期的观象台
- 1934年《青岛观象台十周年纪念册》收录的观象台全体职员合影
- 约1930年代的观象山，可见观象台办公楼、圆顶室及山坡上的观象台台长官邸
- 圆顶室基石，部分文字被凿毁
- 圆顶室1996年扩建基石
- 圆顶室标志牌
- 观象台办公楼院门标志牌